# Холман, Мэтью
Мэтью Холман (англ. Matthew J. Holman, род. 1967) — астрофизик Смитсонианской астрофизической обсерватории, лектор Гарвардского университета.
Учился в Массачусетском технологическом институте, где получил степень бакалавра математики в 1989 году и степень доктора философии по планетологии в 1994 году.
Работая в команде учёных, внёс свой вклад в открытие ряда нерегулярных спутников Юпитера, Сатурна (Альбиорикс), Урана (Просперо, Сетебос, Стефано, Тринкуло, Маргарита, Франциско, Фердинанд) и Нептуна (Галимеда, Сао, Лаомедея, Несо).
Его именем назван астероид 3666 Холман (1979 HP).